# Mesochorus applanatus
Mesochorus applanatus är en stekelart som beskrevs av Dasch 1971. Mesochorus applanatus ingår i släktet Mesochorus och familjen brokparasitsteklar. Inga underarter finns listade i Catalogue of Life.